# Dinánti Dávid
Dinánti Dávid (1160 körül – 1217 körül) középkori németalföldi panteista filozófus. Erősen hatottak rá az amalrikánus panteista szekta tanai, amelynek valószínűleg ő is tagja volt. 1210-ben az egyház elítélte a Quaternuli (Kis jegyzetek) című írását. Ezért kénytelen volt elhagyni Párizst. Halálának időpontja, helye és körülményei ismeretlenek, annyit lehet tudni, hogy 1217 után már nem volt életben.
Mivel Dinánti Dávid munkáit betiltotta az egyház és nagy részét megsemmisítette, amit tudunk róla főleg a kortársai és ellenfelei írásaiból származik, mint Albertus Magnus és Aquinói Szent Tamás. Filozófiájának alapja az, hogy mindent fel lehet osztani testre, lélekre és örökké való szubsztanciára. A testnek az oszthatatlan alapegysége az anyag, a léleknek az intellektus, és a örökké való szubsztanciának Isten. Ez a három egy és ugyanaz Dinanti Dávid szerint. Így minden létező, legyen az anyagi, intellektuális vagy spirituális ugyanazzal az esszenciával rendelkezik ami nem más mint Isten. Ezt a gondolatmenetet a Szentháromság modernebb értelmezéseként is fel lehet fogni, amit a kor vallási vezetői nem akartak elfogadni.

## Élete és munkássága
Kevés információ áll rendelkezésünkre Dinánti Dávid életéről. Nem tisztázódott még az sem, hogy a belgiumi Dinant-ban vagy a britanniai Dinan-ban született. Egy ideig magiszter vagy tanár volt Párizsban. Arisztotelész kevésbé ismert munkáinak a megismertetésével foglalkozott amelyekkel Görögországban találkozott és Európa számára még ismeretlenek voltak.  Valószínűleg hatással voltak rá Arisztotelész Fizika és Metafizika című munkái. 1210-ben Párizsban elítélték a Quaternuli című írását (amit el is égettek), valamint betiltották Arisztotelész műveit is. Akinek a tulajdonában megtalálták Dinánti Dávid valamelyik írását azt eretneknek nyilvánították. Ezt az eljárást megismételték 1215-ben is Robert Courcon kardinális levele szerint. Albertus Magnus "Compilatio de Novo Spiritu" című munkájából kiderül, hogy Dinánti Dávid elszökött Franciaországból, így elkerülte a büntetését. A Quaternuli mellett egy másik művét is említi amelynek címe "De Tomis, seu Divisionibus". Viszont nem kizárt, hogy ez csak a Quaternuli egy másik címe. Mivel az egyház megsemmisítette a műveit, csak a kortársai és ellenfelei kritikáin keresztül alkothatunk képet róluk.

## Filozófiai és teológiai nézetei
Dinánti Dávid panteista gondolkodó volt. Istent minden létező materiális szubsztrátumával azonosította. A valóság szerinte három elemre bontható, testre, elmére és örökkévaló szubsztanciára. Ezeknek az alapelemei az anyag, az intellektus és a szellem, de ez a három egy és ugyanaz. Tehát minden dolog, legyen az materiális, intellektuális vagy spirituális ugyanazzal az esszenciával rendelkezik, és ezt Istennek nevezzük.
Egyesesek úgy gondolják, hogy Dinánti Dávid filozófiájának alapját a 9. században élt újplatonista gondolkodó, Johannes Scotus Erigena tanai képezik. Erigena művei széles körben ismertek voltak 13. század elején, és nagyon valószínű, hogy Dinánti Dávid kapcsolatba került velük. Kortársa, Albertus Magnus azt állítja, hogy egyszerűen csak megújította egy Alaxander nevezetű eretnek tanait, aki azt hirdette, hogy Isten, az intellektus és az anyag ugyanaz. Sajnos nem lehet megállapítani pontosan, kire gondol Albertus Magnus. Valószínűleg egy görög filozófus lehetett, mert úgy is említi mint Xenophanész tanítványa. Más kritikusok szerint az elsődleges forrást Segoviai Gundislav munkái képezték. Bármi is volt Dinánti kiindulási alapja, hozzájárult a panteista világnézet kiteljesítéséhez.
Egyes történészek szerint Albertus Magnus és Aquinói Szent Tamás nem Dinánti Dávid panteizmusától való félelem miatt szálltak vitába vele, sokkal inkább az Arisztotelészi tanokra ráruházott panteista eszméket szerették volna megcáfolni és bizonyítani, hogy a panteista eretnekek nem tőle származtatják az istenképük alapját.